# Mina, Iloilo

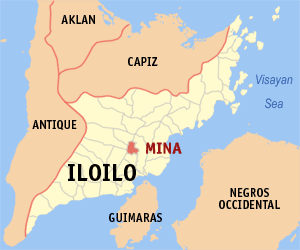
Bản đồ Iloilo với vị trí của Mina

Mina là một đô thị hạng 5 ở tỉnh Iloilo, Philippines. Theo điều tra dân số năm 2000 của Philipin, đô thị này có dân số 18.096 người trong 3.426 hộ.

## Các đơn vị hành chính
Mina được chia ra 22 barangay.
| - Abat - Agmanaphao - Amiroy - Badiangan - Bangac - Cabalabaguan - Capul-an - Dala - Guibuangan - Janipa-an West - Janipa-an East | - Mina East - Mina West - Nasirum - Naumuan - Singay - Talibong Grande - Talibong Pequeño - Tipolo - Tolarucan - Tumay - Yugot |